# Can Solsona (Tiana)
Can Solsona és un edifici modernista de Tiana (Maresme) que forma part de l'Inventari del Patrimoni Arquitectònic de Catalunya.

## Descripció
És un edifici civil que forma part d'un conjunt d'edificacions, quasi totes de les quals responen a les mateixes característiques. Formada per una sola planta que a la part posterior s'amplia al subsòl, on hi ha un garatge. En destaca especialment el coronament superior de la façana i el mur lateral dret, amb línies corbes combinades i motius vegetals decoratius. És interessant fer notar també la tribuna lateral i el porxo amb arcades, ambdós decorats amb rajola blanca i blava, així com l'ús de balustrades, com a barana d'aquest porxo elevat que sosté una embigada a la manera d'una pèrgola, i per tancar el recinte del pati frontal.

## Història
La colònia Arbós fou realitzada durant la primera dècada del segle xx, possiblement l'any 1905. Inicialment, el conjunt de cases que formen la Colònia contaven amb un pati comú, avui subdividit en espais independents. En general, es coneix aquest conjunt d'edificacions com a "cases barates d'estiueig". L'any 1930, Can Solsona fou reformada per Josep Paris.